# Єжув (гміна)
Гміна Єжув (пол. Gmina Jeżów) — місько-сільська гміна у центральній Польщі. Належить до Бжезінського повіту Лодзинського воєводства.
Станом на 31 грудня 2011 у гміні проживало 3517 осіб.

## Площа
Згідно з даними за 2007 рік площа гміни становила 63.80 км², у тому числі:
- орні землі: 88.00%
- ліси: 6.00%

Таким чином, площа гміни становить 17.80% площі повіту.

## Населення
Станом на 31 грудня 2011:
| Опис     | Загалом | Загалом | Чоловіки | Чоловіки | Жінки | Жінки |
| -------- | ------- | ------- | -------- | -------- | ----- | ----- |
| одиниця  | осіб    | %       | осіб     | %        | осіб  | %     |
| все      | 3517    | 100     | 1760     | 50.04    | 1757  | 49.96 |
| міське   | 0       | 100     | 0        |          | 0     |       |
| сільське | 3517    | 100     | 1760     | 50.04    | 1757  | 49.96 |

## Сусідні гміни
Гміна Єжув межує з такими гмінами: Ґлухув, Желехлінек, Колюшкі, Роґув, Слупія.